# Hajó viharban
A Hajó viharban (Le Navire dans la tempête) Henri Rousseau festménye, amely a párizsi Musée de l’Orangerie gyűjteményének része.
Rousseau hullámok között haladó hajója különböző típusok ötvözetének tűnik: ablakai az óceánjárókat, orréle a csatahajókat idézi. Ez a kombináció gyerekjátékként divatos volt a korban. A harmadik, aszimmetrikusan elhelyezett kémény az 1896-ban vízre bocsátott D’Entrecasteaux cirkálót idézi. Jean-Pierre Labiau francia művészettörténész szerint a tenger olyan, mintha fémlemezből vágták volna ki, az ég színpadi háttér; az egész a vurstlik hajóhintáira emlékeztet. Elképzelhető, hogy Rousseau az 1899-es világkiállításon, vagy egy reklámból inspirálódott.
A kép a párizsi Ambroise Vollard gyűjteményének része volt, majd 1931-ben Paul Guillaume vásárolta meg. A Louvre kollekciójába 1959-ben került, 1977 óta a Musée de l'Orangerie-ben látható.